# 片岡千之助
片岡 千之助（かたおか せんのすけ、2000年 〈平成12年〉3月1日 - ）は、日本の歌舞伎役者、俳優。屋号は松嶋屋。定紋は追いかけ五枚銀杏。本名は片岡 正博（かたおか まさひろ）。

## 経歴・人物
2000年〈平成12年〉3月1日15時39分、歌舞伎役者片岡孝太郎・博子夫妻の第1子、長男として誕生（2,928g）。
父方の祖父は、重要無形文化財「歌舞伎立役」の各個認定の保持者（いわゆる人間国宝）・十五代目片岡仁左衛門。
父方の曽祖父も同じく人間国宝に認定されていた、十三代目片岡仁左衛門。
東京都出身。幼稚園から青山学院に通う。青山学院大学文学部比較芸術学科在学中。
干支：庚辰、星座：うお座。　公称身長163cm・体重49.3kg・O型（※2015年・15歳当時／後述、師匠から趣味まで同じ出典）。
舞踊音曲の師匠：(日本舞踊)三世藤間勘祖、(長唄三味線)杵屋栄津三郎、(鳴物)七代目田中傳次郎。
将来演じたい役：『春興鏡獅子』・『連獅子』（※2009年当時）『京鹿子娘道成寺』・『女殺油地獄』与兵衛・『黒塚』鬼女・『青砥稿花紅彩画』弁天小僧菊之助（※2015年当時）。
今いちばん欲しいもの：自信・身長・サッカーの技術（※2015年当時）。
好きな色：紫・赤。好きな花：バラ。
趣味：ゲーム・音楽を聴く・サッカー。
2003年〈平成15年〉7月、大阪松竹座『男女道成寺』の所化で初お目見得。2004年〈平成16年〉11月、歌舞伎座『松栄祝嶋台』（まつのさかえ いわう しまだい、通称『お祭り』）の若鳶千吉で片岡千之助を名のり初舞台。初舞台時はわずか4歳だったが、年齢を感じさせないしっかりとした科白廻しと可愛らしい愛嬌で人気者となった。
2011年〈平成23年〉6月、新橋演舞場「六月大歌舞伎」で戦後初の祖父・孫共演による『連獅子』を披露。日頃から「オーパ」（大パパ）と呼び慕い、同じ芸道に生きる大先輩として憧憬の眼差しを惜しまない仁左衛門への直訴が聞き入れられ、弱冠11歳で仔獅子を演じる大舞台に臨んだ。この前後の様子を静岡朝日テレビが密着取材で撮影し、後にBS朝日でドキュメンタリー番組『芸と素顔に密着！片岡仁左衛門の魅力 ～いまをみつめて～』と題してまとめたうちの一編「千之助と仁左衛門」で放送された。
2018年12月の京都四条南座『吉例顔見世興行』にて初めて南座の舞台を踏み、祖父・父と松嶋屋三代揃い踏みで『義経千本桜』の主馬小金吾武里（しゅめのこきんごたけさと）を演じた。
舞台出演前の定期PCR検査で新型コロナウイルス感染症の陽性判定が出た為（本人は無症状）、所轄の保健所の指導に従い初日6月3日から6月11日まで止むを得ず千之助のみ休演となってしまったが、2021年6月12日より歌舞伎座『六月大歌舞伎』第二部「桜姫東文章（下の巻）」の『吉田若松』役にて舞台復帰した。
千之助の両親（片岡孝太郎・博子）は、およそ10年間別居し2013年に協議離婚が成立した旨を、2015年3月30日付けの父・孝太郎のオフィシャルブログにて父の再婚報告と同時に公表された。
また、2014年に母・博子が再婚した写真家・田原桂一とは、元夫・孝太郎との離婚成立以前から事実婚だったことや、田原が2017年6月に肺がんで病死するまで、幼かった千之助（作中では仮名）も母や田原と3人で10年以上の長きに渡り生活を共にし成長した為、田原を父同然に慕っていたことが、母・博子の日記を博子の要望により小説化された林真理子著作の恋愛小説『奇跡』（2022年2月発売）にて、脚色はあるものの語られている。

## 出演（舞台）

### 歌舞伎本公演
- 2004年11月『松栄祝嶋台　お祭り』 - 若鳶千吉 役[23][1]
- 2007年04月『源平布引滝　実盛物語』 - 小万倅太郎吉 役[24][25]
- 2008年11月『菅原伝授手習鑑　寺子屋』 - 若君菅秀才 役[26]
- 2009年01月『春興鏡獅子』 - 胡蝶の精 役[27][28]
- 2009年06月『女殺油地獄（おんなころし あぶらのじごく）』 - （七左衛門・お吉夫婦）娘お光 役[29]
- 2010年04月『実録先代萩』 - 伊達亀千代 役[30]
- 『連獅子』 - 狂言師左近後に仔獅子の精 役（2011年6月・2014年9月・2021年11月）[31][32][33][34][35][36][37][38]
- 2015年11月『元禄忠臣蔵　仙石屋敷』 - 大石主税 役[39][40]
- 2018年10月『助六曲輪初花桜（すけろく くるわの はつざくら）』 - 福山かつぎ 役[41][42]
- 2018年12月『義経千本桜　小金吾討死』 - 主馬小金吾武里 役[43][44]
- 『三社祭』 - 善玉 役（2018年12月・2020年11月）[45][46]
- 2019年11-12月『仮名手本忠臣蔵　祇園一力茶屋』 - 大星力弥 役[47][12][48]
- 2019年11-12月『越後獅子』 - 角兵衛獅子 役[49][50]
- 2020年02月『菅原伝授手習鑑　加茂堤・道明寺』 - 苅屋姫 役[51][52][53]
- 2020年12月『寿二人猩々』 - 猩々 役[54][55]
- 2021年09月『東海道四谷怪談』 - 喜兵衛孫娘お梅 役[56]
- 2021年12月『身替座禅』 - 侍女千枝 役[57]
- 2022年02月『春調娘七種（はるのしらべ むすめななくさ）』 - 静御前 役[58]
- 2022年03月『 天衣紛上野初花（くもにまごう うえのの はつはな）　河内山』 - 腰元浪路 役[59]
- 2022年04月『ぢいさんばあさん』 - 久弥妻きく 役[60]

### 自主公演・イベントなど
- 2008年3月『雨の五郎』[注釈 4][5][61][62]
- 2008年11月『雨の五郎』 - 曽我五郎時致 役（※親子三代特別公演）[注釈 5][63][64]
- 『供奴』（2012年7月・2018年9月）[65][66] [注釈 6][67][68]
- 2013年09月『三番叟』『越後獅子』[注釈 7][69]
- 2015年06月『三作萬歳』『藤娘』[注釈 8][70][71]
- 2021年07月『雨の五郎』『道成寺』[注釈 9][72][73][74]

### 現代劇
- CEDAR『ヒストリーボーイズ』（東京・あうるすぽっと、2024年7月20日 - 28日上演、原作：アラン・ベネット、翻訳：常田景子、演出：松森望宏） - W主演・デイキン 役[75][76]
- ルネサンス音楽劇『ハムレット』（東京・新国立劇場、2025年9月3日 - 9日／京都・先斗町歌舞練場、9月13日 - 15日、原作：ウィリアム・シェイクスピア、演出：彌勒忠史） - 主演・ハムレット 役[77][78]

## 出演（舞台以外）

### TVドラマ・映画・配信
- 『黒書院の六兵衛』 最終回（2018年8月26日、WOWOWプライム） - 明治天皇 役[79][80]
- 『歌舞伎夜話特別編「歌舞伎家話」第五回』松嶋屋親子三代= 仁左衛門・孝太郎・千之助が出演（松竹、2020年7月5日、オンライン配信トークショー、聞き手：坂東亜矢子｜再配信：2022年1月30日から1週間限定）[8][81]
- 『ぼくらのレシピ図鑑シリーズ』「メンドウな人々」（山梨放送・映画24区、2023年3月18日山梨放送、同年9月2日新宿K's cinemaにて公開） - 主演・遠山雄大 役[82][83][84]
- 『橋ものがたり 約束』（時代劇専門チャンネル、2024年2月3日放送及び1月26日より新宿ピカデリー・MOVIX京都にて期間限定上映） - 主演・幸助 役[85][86]
- 『わたくしどもは。』（2024年5月31日公開、テツヤトミナフィルム） - 向田透 役[87][88]
- 『九十歳。何がめでたい』（2024年6月21日公開、松竹） - 水野秀一郎 役[89]
- 大河ドラマ『光る君へ』 第39回 - 第45回（2024年10月13日 - 11月24日、NHK） - 敦康親王 役[90]
- 『あきない世傳 金と銀』（NHK BS・NHK BSプレミアム4K） - 中村富五郎 役
  - 『あきない世傳 金と銀2』（2025年4月6日 - 5月25日）[91]
  - 『あきない世傳 金と銀3』（2026年春〈予定〉 - ）[92]

### CM
- 『リッツ「みんな、のせちゃえ。」篇』（モンデリーズ・ジャパン，2021年3月8日よりTV放映）[93][94][95]
- 『「Pasha de Cartier（パシャ ドゥ カルティエ）」の新作時計』（カルティエ，2020年9月よりLINEでの日本限定キャンペーン）[96][97] [98]
- 『574 「Always Popular いつだってあたりまえのもの」』（ニューバランス，2021年9月より）[99]

## 受賞歴
- 2020年11月『三社祭』の善玉 役 - 国立劇場奨励賞